# Bułgaria na Zimowych Igrzyskach Paraolimpijskich 2006
Reprezentacja Bułgarii na Zimowych Igrzyskach Paraolimpijskich 2006 liczyła 3 sportowców.

## Reprezentanci Bułgarii

### Narciarstwo klasyczne
- Iwan Iwanow
- Błagowesta Kolewa
- Aleksandyr Cokanow

## Medale

### Złote medale
brak

### Srebrne medale
brak

### Brązowe medale
brak